# Zweiter Marathenkrieg

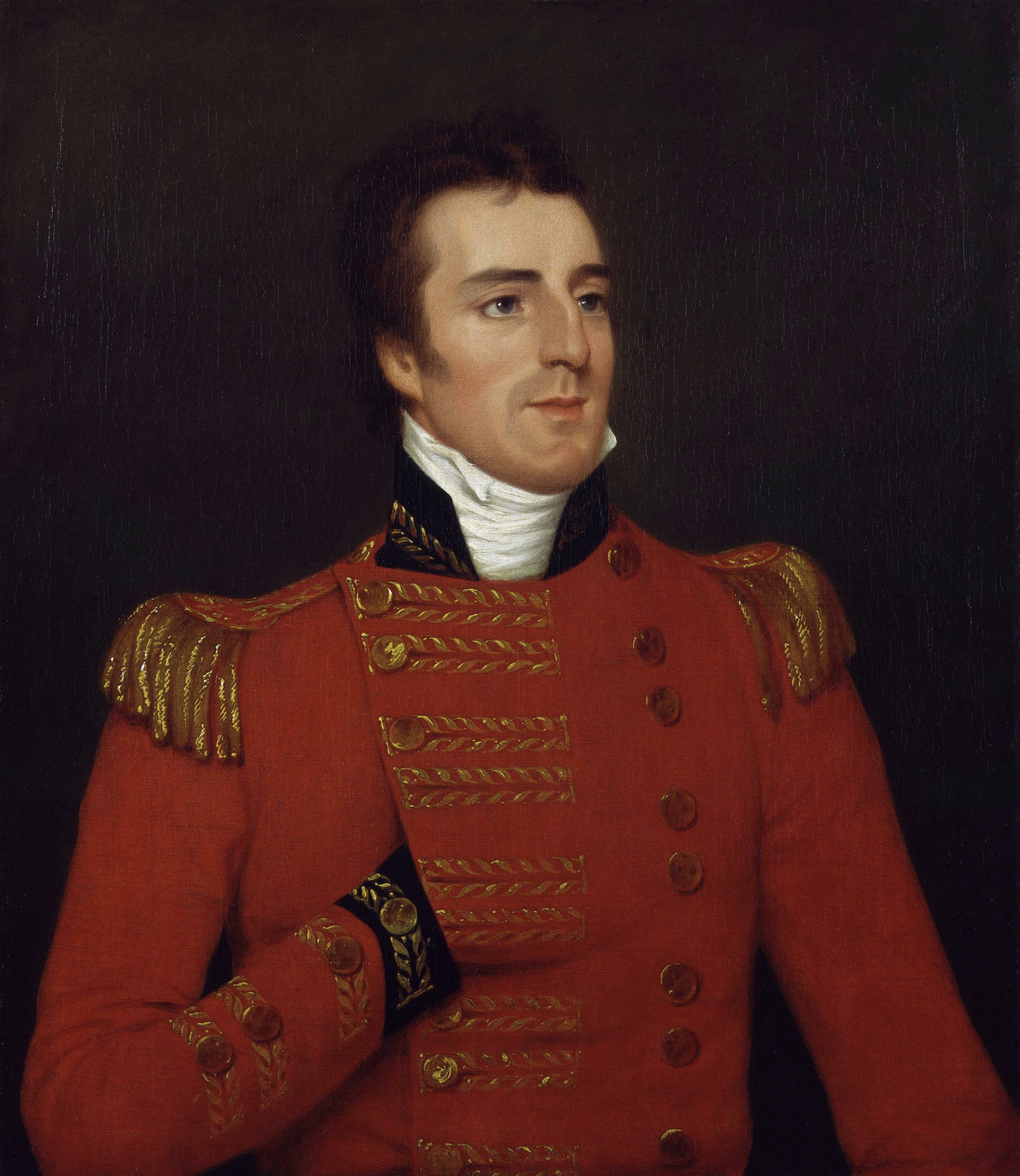
Generalmajor Arthur Wellesley. Porträtiert von Robert Home 1804

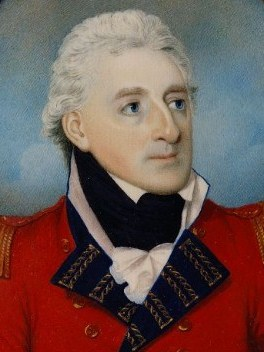
General Gerard Lake um 1797

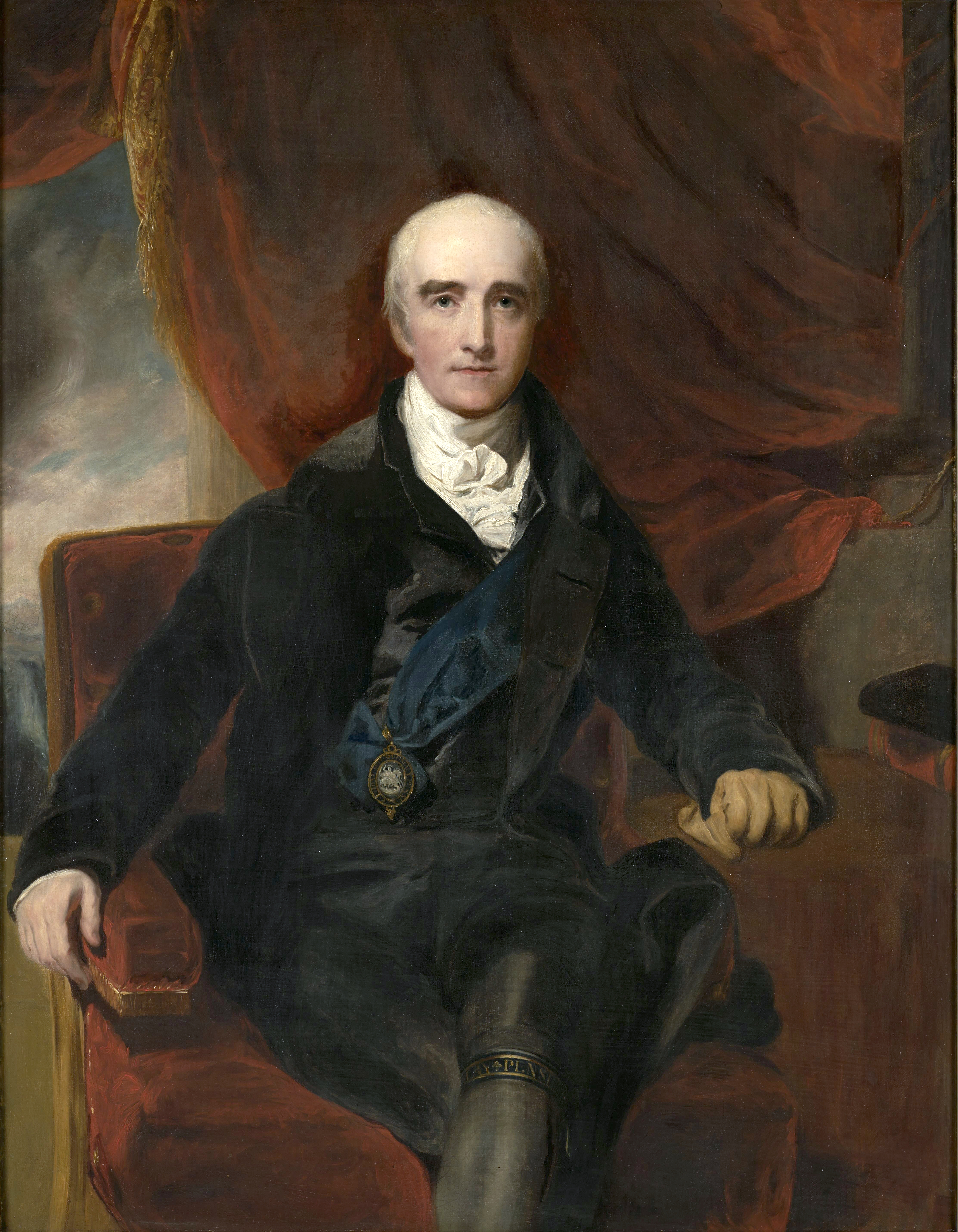
Generalgouverneur Richard Wellesley, 1. Marquess Wellesley

Der Zweite Marathenkrieg war eine militärische Auseinandersetzung zwischen der Britischen Ostindien-Kompanie und dem Marathenreich von 1803 bis 1805.

## Vorgeschichte
Der Peshwa Baji Rao II. stand nominell Maratha, einer Konföderation von Kleinkönigen, vor, deren mächtigste die Gaekwad in Baroda (Region Gujarat), die Scindia in Gwalior (südl. von Agra), die Holkar in Indore (Region Malwa) und die Bhonsle in Nagpur (Region Berar) waren.
Da der Peshwa sich von den Scindia unter Druck gesetzt fühlte, suchte er 1800 zur Absicherung, widerstrebend, ein militärisches Bündnis mit der Britischen Ostindien-Kompanie. Der Generalgouverneur von Fort William Richard Wellesley, 1. Marquess Wellesley, hoffte dieses Bündnis würde Maratha unter britischen Einfluss bringen. Die Verhandlungen zogen sich über Monate hin. Baji Rao II. wollte die Anwesenheit britischer Truppen auf seinem Gebiet vermeiden, da er fürchtete, so zu einem britischen Vasallen zu werden. Auch die Frage der Kosten war noch zu klären.
Noch während die Verhandlungen liefen, kam es bei den Holkar in Indore zu einer umstrittenen Thronfolge. Jeswant Rao Holkar hatte nach Kämpfen die Macht im Großteil des Holkargebiets übernommen. Baji Rao II. und Scindia standen auf Seiten seiner Gegner. Jeswant Rao erlitt eine Reihe Niederlagen gegen Gwalior, reorganisierte aber seine Armee mit Hilfe ausländischer Militärs und schlug am 25. Oktober 1802 die vereinigten Armeen des Peshwas und Scindias in der Schlacht von Pune.
Nun nahm Baji Rao II. alle britischen Bedingungen an und schloss Ende Dezember mit ihnen den Vertrag von Bassein. Damit verlor er seine Souveränität in außenpolitischen Angelegenheiten.
Jeswant Rao hatte währenddessen einen anderen Prätendenten auf dem Thron des Peshwas installiert. Die Briten entsandten nun Generalmajor Arthur Wellesley, den Bruder des Generalgouverneurs, mit einer Streitmacht nach Pune. Jeswant Rao zog sich kampflos zurück und Baji Rao II. wurde am 13. Mai 1803 erneut als Peshwa eingesetzt. Auch Gaekwad schloss einen Vertrag mit General Wellesley.
Ende Mai hatte Daulatrao Scindia von Gwalior eine Armee aufgestellt und stand in Bündnisverhandlungen mit Raja Raghoji II. von Berar und Jeswant Rao Holkar von Indore, um auf Pune zu marschieren. Im Juli 1803 forderte Arthur Wellesley Daulatrao auf, seine Armee nach Süden zurückzuziehen und Raghoji II., sich in seine Hauptstadt Nagpur zu begeben.
Als beide den Aufforderungen nicht nachkamen, brach im August 1803 Krieg aus.

## Kriegsverlauf
Es wurde auf vier verschiedenen Kriegsschauplätzen gekämpft: an der Ostküste Indiens in Orissa, wo die Briten den Hafen Puri des Raja von Berar einnahmen, bei Balasore, das nach einer Seelandung eingenommen wurde, sowie an der Westküste, wo Ende August Oberst Murray das Scindia-Fort Broach einnahm und weitere Gebiete Gwaliors in Gujarat besetzte.
Die Hauptkämpfe fanden jedoch im Dekkan statt. Hier verfügte Wellesley über 11.000 Infanteristen (davon über 1.600 Europäer) und 5.000 Kavalleristen Mysores und die Truppen des Peshwa. Weitere 9.000 Mann aus Hyderabad und ein schottisches Regiment operierten, zumeist unabhängig, unter dem Befehl von Oberst Stevenson.

### Wellesleys Feldzug

Karte von Wellesleys Feldzug

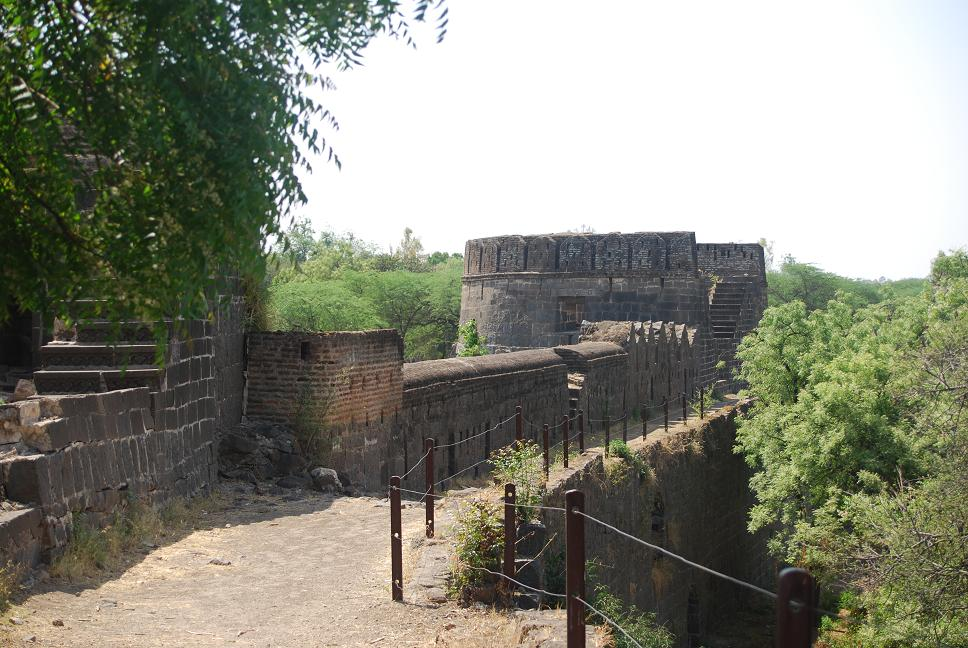
Festung Ahmednagar

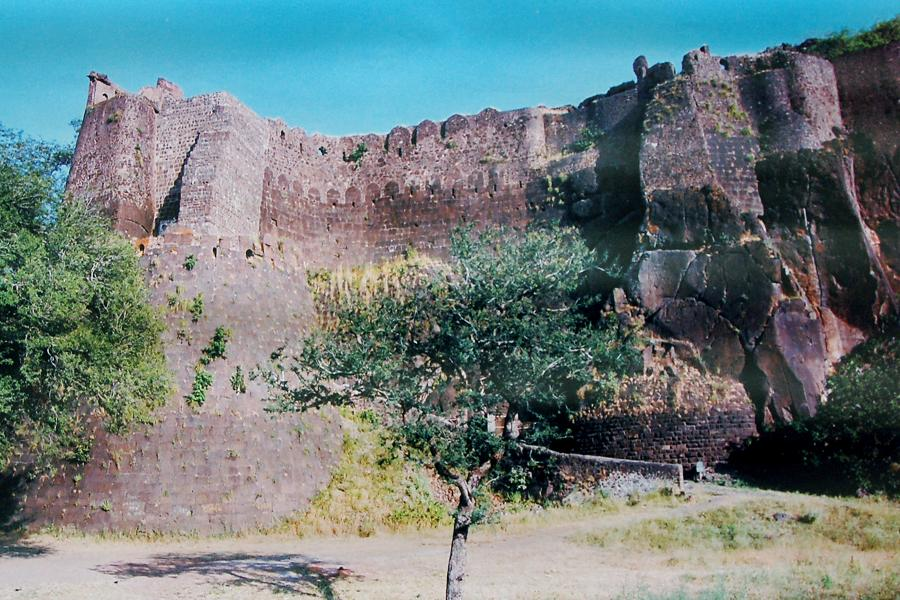
Festung Asirgarh

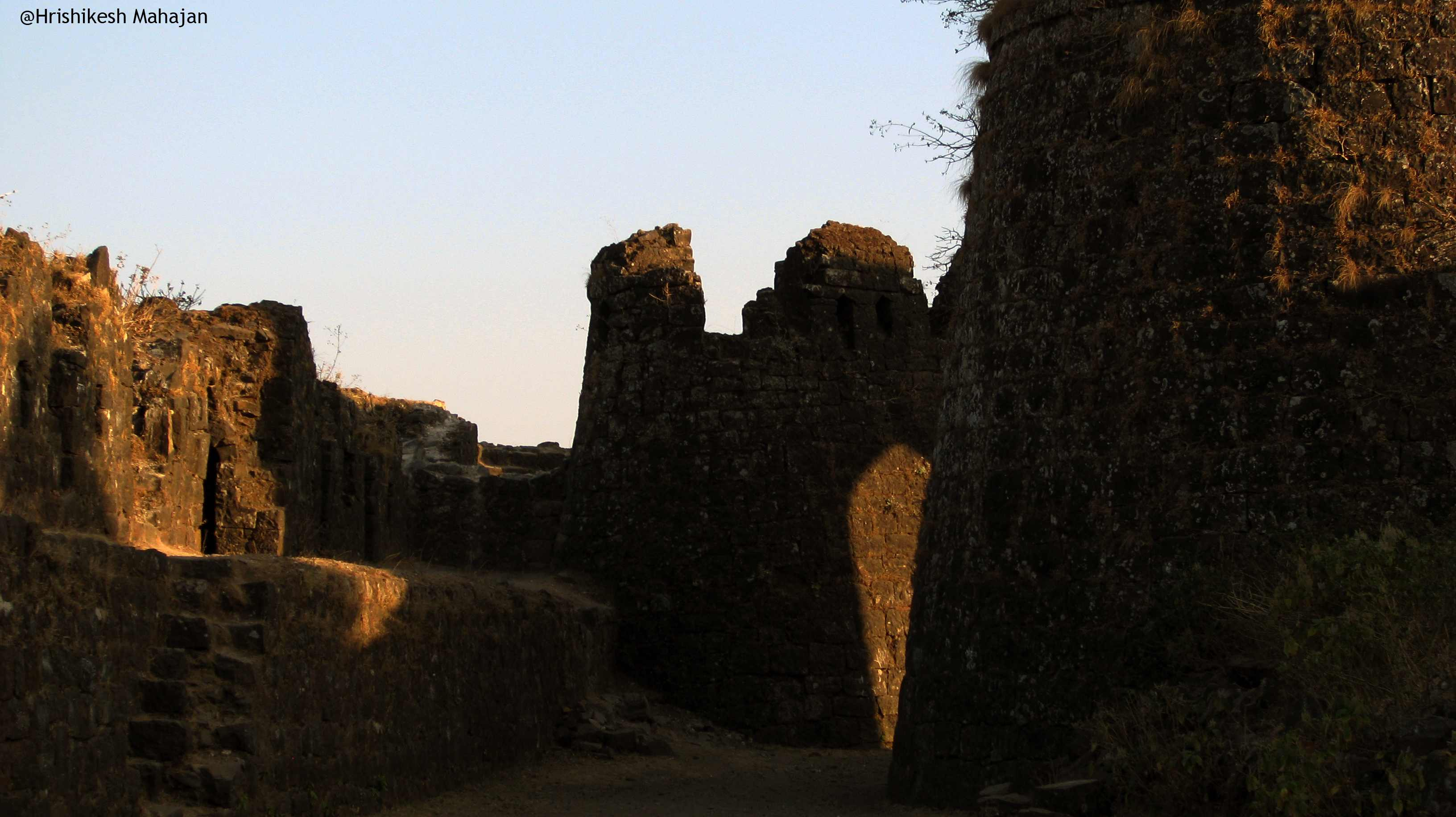
Festung Gawilgurh

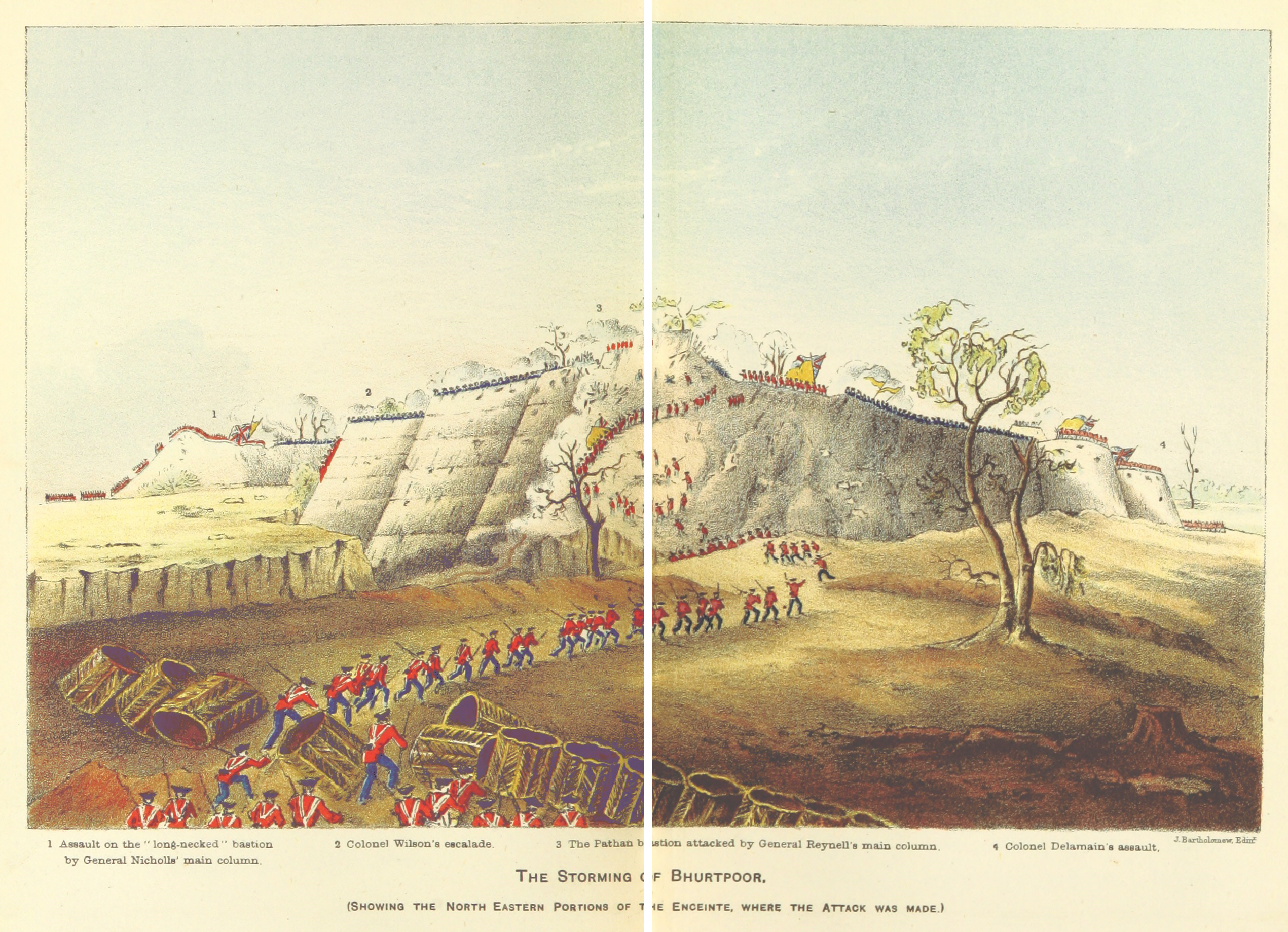
Der Sturm auf die Bergfestung Bharatpur (1805)

Am 11. August 1803 nahm Wellesley die Festung Ahmednagar ein und schützte so Pune vor Angriffen. Die nächsten Wochen manövrierten die Gegner, bis es Wellesley gelang, sie vom Gebiet Hyderabads fernzuhalten. Am 22. September 1803 teilte er seine Streitmacht vor einem Defilee, um das Risiko zu verringern. Oberst Stevenson sollte einen anderen Weg nehmen und sich vor dem 24. September mit ihm vereinigen, um einen Angriff auf die Hauptarmee der Marathen zu unternehmen. Doch am 23. September, nach einem langen Nachtmarsch, wurde Wellesley gemeldet, dass sich diese in der Nähe befand und Vorbereitungen zum Abmarsch traf. Wellesley entschied, sofort anzugreifen und nicht auf Stevenson zu warten, da er fürchtete, der Gegner könnte sich einem Kampf entziehen.
In der folgenden Schlacht von Assaye schlug er eine zahlenmäßig weit überlegene Streitmacht und konnte in den nächsten Wochen Burhanpur und die Festung Asirgarh einnehmen. Nach diesen Niederlagen bat Scindia um einen Waffenstillstand, dem die Briten zustimmten.
Wellesley wandte sich nun den Truppen Berars zu, die sich südwärts bewegten und auf Hyderabad zumarschierten. Es gelang ihm, sie in schnellen Märschen einzuholen und am 29. November 1803 in der Schlacht von Argaon zu besiegen. Einige der Überlebenden Marathen flüchteten in die Festung Gawilgarh. Am 15. Dezember 1803 wurde die Festung unter geringen Verlusten erstürmt, und Raja Raghoji II. von Berar bat um Frieden.

### Lakes Feldzug
General Gerald Lakes Aufgabe war es, die Streitmächte Scindias in dessen unter französischem Einfluss stehenden Gebieten Hindustans zu bekämpfen. Ende August 1803 drang er mit sechs Kavallerieregimentern und zwölf Infanteriebataillonen in das Gebiet Gwaliors ein und erstürmte am 4. September 1803 die Festung Aligarh. Er rückte nun weiter vor und besiegte die Armee Daulatrao Scindias am 11. September in der Schlacht von Delhi. Am 16. September betrat Lake Delhi und machte dem Großmogul Shah Alam II. seine Aufwartung. Das Mogulreich war zwar schon lange untergegangen, der Großmogul besaß aber weiterhin großes Ansehen.
Als Nächstes wandte sich Lake Agra zu, das er am 18. Oktober einnahm. Inzwischen hatte Daulatrao Scindia eine Armee von 17 Infanteriebataillonen und 4-5.000 Kavalleristen nach Norden geschickt. Am 1. November kam es zur Schlacht von Laswari, in der Lake erneut einen großen Sieg errang. Danach kam es nur noch zu kleineren Kampfhandlungen.
Ende Dezember schlossen die Briten mit Daulatrao Scindia und Rhagoji II. Frieden.

### Krieg mit Holkar
Jeswant Rao Holkar, der Herrscher von Indore, sah den Machtzuwachs der Briten mit Argwohn und wollte seine Plünderungszüge in die Nachbarstaaten nicht aufgeben. Er suchte im März 1804 erfolglos ein Bündnis mit Scindia und kleineren Herrschern, um gemeinsam gegen die Briten zu kämpfen. Diesen blieb das nicht verborgen, und so entschied Generalgouverneur Wellesley im April, dass ein Krieg unvermeidbar sei.
General Lake begann Ende April den Feldzug gegen Holkar, musste ihn aber bald einstellen und entschied, auf das Ende der Regenzeit zu warten, da der indische Sommer Kampfhandlungen nahezu unmöglich machte. Er stellte Oberst Monson mit fünfeinhalb Bataillonen und etwas irregulärer Kavallerie ab, um die Pässe nördlich von Kotah zu halten und so Holkars Rückkehr nach Hindustan zu verhindern.
Monson verließ aber diesen Posten und drang südwärts in das Gebiet Holkars vor. Ein Versuch, sich mit Oberst Murrays Truppen zu vereinigen, schlug fehl, und Monson musste sich unter ständigen Angriffen zurückziehen.
Das Unternehmen war zwar kein ernster Rückschlag, führte aber zu einem britischen Ansehensverlust, der zum Seitenwechsel des Rajas von Bharatpur führte.
Jeswant Rao stieß weit nach Hindustan vor, besetzte Muttra und griff im Oktober Delhi an. Die Verteidiger, Ochterlony und Burn, hielten jedoch aus, bis sich Jeswant Rao bei der Annäherung von Lakes Armee zurückzog. Jeswant Rao sandte seine Infanterie in die Festung Dig, während er mit der Kavallerie auf Plünderungszug ging.
Lake sandte Generalmajor Frazer mit dem Großteil der Infanterie, der Artillerie und zwei Regimentern Kavallerie nach Dig, während er selbst mit sechs Regimentern Kavallerie, wenig Infanterie und etwas Artillerie die Verfolgung Jeswant Raos aufnahm. In der Nacht des 16. November 1804 gelang es ihm, den Gegner zu stellen und ihn in der Schlacht von Farrukhabad zu schlagen. Derweil hatte Frazer die Schlacht von Dig gewonnen, war dabei allerdings getötet worden. Monson übernahm das Kommando und zog sich trotz des Erfolges nach Agra zurück, anstatt Dig zu belagern. Lake marschierte nun von Farrukhabad nach Dig und erstürmte die Festung am Weihnachtsabend. Die Reste der Infanterie Jeswant Raos hielten die Festung Bharatpur.
Lake begann nun mit der Belagerung Bahratpurs. Da die Festung mit der vorhandenen leichten Artillerie nicht zu bezwingen und der Festungsgraben tief war, hätte Lake mehrere Wochen auf Belagerungsartillerie und anderes Material warten müssen. Nicht willens, diesen Zeitverlust hinzunehmen, entschloss er sich, am 9. Januar 1805 einen Sturmangriff zu versuchen, der unter schweren Verlusten abgewiesen wurde. Innerhalb der nächsten sechs Wochen unternahm er drei weitere Angriffe, die ebenfalls scheiterten. Nach dem Verlust von 3.000 Soldaten zog Lake sich zurück und erwartete die Ankunft schwerer Artillerie. Zu diesem Zeitpunkt entschloss sich der Raja von Bharatpur, Ranjit Singh, einen Friedensvertrag zu schließen. Der Nachschubzug mit der schweren Artillerie wurde von Söldnern Holkars unter dem Befehl Amir Khans angegriffen die aber nach langer Verfolgung geschlagen werden konnten. Mittlerweile war es April, und die Kampfhandlungen wurden aufgrund der heißen Jahreszeit eingestellt.
Generalgouverneur Wellesleys Amtsführung und Expansionspolitik  brachten ihn in Gegensatz zum Court of Directors, dem Entscheidungsgremium der Ostindienkompanie, der diese für falsch und zu kostspielig hielt, und so wurde er im Mai 1805 abberufen. Sein Nachfolger als Generalgouverneur, Charles Cornwallis, wollte den Krieg schnell beenden,  starb aber bereits zwei Monate nach Amtsantritt; der kommissarische Nachfolger George Barlow verfolgte dessen Politik jedoch weiter.
Jeswant Rao Holkar, der nur noch über wenige tausend Mann Kavallerie verfügte und nicht mehr an Unterstützung durch Scindia glaubte, zog im September 1805, verfolgt von Lake, durch Rajputana in den Punjab, wo er auf ein Bündnis mit dem Sikh-Führer Ranjit Singh hoffte. Die Hoffnung erfüllte sich nicht, und so schloss er, noch im Punjab, einen für ihn vorteilhaften Frieden mit den Briten.

## Folgen und Auswirkungen des Krieges
Berar trat seine Provinz Cuttack an die Briten, alle Gebiete westlich des Wardha an den Nizam Mir Akbar Ali Khan Asaf Jah III. von Hyderabad ab. Daulatrao Scindia verlor Broach und Besitzungen in Gujarat, trat im Dekkan alle südlich der Ajana-Berge gelegenen Territorien an den Nizam und den Peshwa ab und verlor im Norden Agra, Delhi und weitere Besitzungen an die Briten. Schindias/Gwaliors Eigenständigkeit musste aber vom Peshwa akzeptiert werden.
Beide Staaten hatten künftig die Vermittlung der Briten bei Unstimmigkeiten untereinander und mit dem Nizam hinzunehmen. Außerdem durften sie keine europäischen Soldaten ohne britische Zustimmung anwerben. Holkar war dank des Wechsels in der politischen Führung der Briten und deren Wunsch, unbedingt Frieden zu schließen, ungeschoren davongekommen. Die Briten waren zur unumstrittenen Vormacht in Indien geworden, hatten ihre Macht gefestigt und den französischen Einfluss zurückgedrängt.
General Lake wurde für seine Verdienste zum Baron erhoben, Wellesley in den Order of the Bath aufgenommen.